# Liste der Dampflokomotiven der Ruhrkohle AG (1970–1977)
Die Dampflokomotiven der Ruhrkohle AG (RAG) in Deutschland sind nach einem eigenen Baureihenschema geordnet. Alle Dampflokomotiven wurden mit Gründung der Ruhrkohle AG 1968 von verschiedenen Vorgängergesellschaften übernommen. Die Nummerierung erfolgte nach dem eigenen Schema der RAG. Einige Fahrzeuge  wurden allerdings nicht mehr umgezeichnet, diese Maschinen sind im zweiten Teil der Auflistung angeführt. 1977 wurde der Betrieb von Dampflokomotiven bei der Ruhrkohle AG beendet.
Die Palette der eingesetzten Dampflokomotiven reicht von der B-gekuppelten bis E-gekuppelten laufachslosen Tenderlokomotive für die optimale Reibungskraft und von der B-gekuppelten bis C-gekuppelten Dampfspeicherlokomotive für feuergefährdete Bereiche. Das Aufgabengebiet erstreckte sich zwischen einfachen Rangierarbeiten einzelner Wagen über den Übergabezug mit schwereren Lasten auf längeren Strecken und z. T. größeren Steigungen bis zum Werkspersonenverkehr für die Beschäftigten. Der Großteil der Fahrzeuge arbeitete mit einem wartungsarmen Nassdampftriebwerk, es gab aber auch vereinzelt Konstruktionen mit Heißdampftriebwerk, wenn die Leistung es erforderte.
Die älteste Lokomotive der RAG vom Hohenzollern Typ Crefeld stammte aus dem Jahr 1899, die modernste, eine Krupp Bergbau, aus dem Jahr 1962. An den Lieferungen waren alle großen deutschen Lokomotivhersteller, aber auch aus Frankreich, Tschechoslowakei oder Belgien beteiligt. Die Vorgängergesellschaften der RAG hatten hauptsächlich Industrietypen der einzelnen Lokhersteller beschafft, stellenweise übernahmen sie auch ausgemusterte Lokomotiven der Deutschen Bundesbahn wie die Baureihe 80 oder preußische T 13, T 16 bzw. T 16.1. Einige davon sind museal erhalten, diese Fahrzeuge besitzen in der Tabelle einen Link.

## Umgezeichnete Dampflokomotiven der Ruhrkohle AG
- + ausgemustert
- ++ zerlegt

### Bergwerks AG Gelsenkirchen
| Bild         | RAG-Hauptbetriebsnummer | Hersteller   | Fabriknummer | Baujahr | Bauart | Typbezeichnung | Vorheriger Eigentümer           | Einsatzort zum Zeitpunkt des Übergangs an die RAG | Verbleib                       |
| ------------ | ----------------------- | ------------ | ------------ | ------- | ------ | -------------- | ------------------------------- | ------------------------------------------------- | ------------------------------ |
|              | RAG D-311               | Krupp        | 2407         | 1949    | Ct n2  | Hannibal       | Westfalenhütte                  |                                                   | ++1974                         |
|              | RAG D-312               | Krupp        | 2421         | 1946    | Ct n2  | Hannibal       | Westfalenhütte                  |                                                   | ++1972                         |
|              | RAG D-313               | Hohenzollern | 4578         | 1928    | Ct n2  | Leverkusen     | Köln-Neuessener Bergwerksverein |                                                   | Denkmal beim Emschertal-Museum |
|              | RAG D-321               | Henschel     | 25538        | 1953    | Ct n2  | C 550          | Gelsenkirchener Bergwerks-AG    |                                                   | ++1973                         |
|              | RAG D-371 (D 387)       | Krupp        | 3455         | 1955    | Dt h2  | Bergbau        | Gelsenkirchener Bergwerks-AG    |                                                   | +1976                          |
| Foto der Lok | RAG D-372               | Henschel     | 25374        | 1941    | Dt n2  | Burbach        | Gelsenkirchener Bergwerks-AG    |                                                   | ++1973                         |
|              | RAG D-373               | Henschel     | 29888        | 1946    | Dt n2  | D 600          | Gelsenkirchener Bergwerks-AG    |                                                   | ++1973                         |
|              | RAG D-374               | Krupp        | 3453         | 1955    | Dt h2  | Bergbau        |                                 | Bergwerk Emil-Fritz                               | ++1973                         |
| Foto der Lok | RAG D-375               | Krupp        | 3068         | 1953    | Dt h2  | Frechen        |                                 | Bergwerk Emil-Fritz                               | ++1973                         |
|              | RAG D-376 (D 786)       | Henschel     | 26481        | 1952    | Dt n2  | D 600          |                                 | Bergwerk Emil-Fritz                               | +1976                          |
|              | RAG D-377               | Henschel     | 25722        | 1949    | Dt n2  | D 600          | Westfalenhütte                  |                                                   | ++1973                         |
| Foto der Lok | RAG D-391               | Henschel     | 24845        | 1951    | Et n2  | E 800          | Gelsenkirchener Bergwerks-AG    |                                                   | ++1973                         |
| Foto der Lok | RAG D-392               | Henschel     | 28646        | 1950    | Et n2  | E 800          | Harpener Bergbau                |                                                   | +1972                          |
|              | RAG D-393               | Henschel     | 24829        | 1944    | Et n2  | KDL 5          | Harpener Bergbau                |                                                   | ++1973                         |

### BAG Herne/Recklinghausen
| Bild | RAG-Hauptbetriebsnummer | Hersteller | Fabriknummer | Baujahr | Bauart | Typbezeichnung | Vorheriger Eigentümer | Einsatzort zum Zeitpunkt des Übergangs an die RAG | Verbleib                            |
| ---- | ----------------------- | ---------- | ------------ | ------- | ------ | -------------- | --------------------- | ------------------------------------------------- | ----------------------------------- |
|      | RAG D-400               | Krupp      | 3435         | 1961    | Ct n2  | Knapsack       | Westfalenhütte        |                                                   | Museumslokomotive bei Hespertalbahn |
|      | RAG D-401               | Krupp      | 2827         | 1952    | C-fl   | Rheinbrikett   |                       | Zeche Hannover                                    | ++1976                              |

### BAG Essen
| Bild         | RAG-Hauptbetriebsnummer | Hersteller   | Fabriknummer | Baujahr | Bauart | Typbezeichnung                                       | Vorheriger Eigentümer        | Einsatzort zum Zeitpunkt des Übergangs an die RAG | Verbleib                                  |
| ------------ | ----------------------- | ------------ | ------------ | ------- | ------ | ---------------------------------------------------- | ---------------------------- | ------------------------------------------------- | ----------------------------------------- |
|              | RAG D-501               | Henschel     | 25730        | 1949    | Dt n2  | D 600                                                | Essener Steinkohlenbergwerke | Zeche Consolidation                               | ++1975                                    |
|              | RAG D-502               | Henschel     | 24370        | 1938    | C-fl   | zur Dampfspeicherlokomotive umgebaute Minister Stein |                              | Zeche Consolidation                               | erhalten bei Henrichshütte Hattingen      |
|              | RAG D-503               | Hanomag      | 9553         | 1921    | Ct n2  | L 3956                                               |                              | Zeche Consolidation                               | ++1975                                    |
|              | RAG D-504               | Jung         | 12039        | 1957    | C-fl   | Typ Franz                                            |                              | Zeche Consolidation                               | ++1975                                    |
|              | RAG D-505               | Jung         | 9041         | 1942    | Dt n2  |                                                      |                              | Zeche Consolidation                               | ++1975                                    |
|              | RAG D-506               | Henschel     | 25270        | 1940    | C-fl   | XIII                                                 |                              | Zeche Consolidation                               | ++1976                                    |
|              | RAG D-507               | Hohenzollern | 3762         | 1918    | Ct n2  | Oberhausen                                           |                              | Zeche Consolidation                               | ++1973                                    |
|              | RAG D-508               | Henschel     | 22985        | 1936    | Dt n2  | Essen                                                |                              | Zeche Consolidation                               | ++1975                                    |
|              | RAG D-509               | Henschel     | 23703        | 1937    | C-fl   | zur Dampfspeicherlokomotive umgebaute Minister Stein |                              | Zeche Consolidation                               | ++1976                                    |
| Foto der Lok | RAG D-510               | Krupp        | 2300         | 1949    | B-fl   | Reinsdorf                                            |                              | Zeche Consolidation                               | als Museumslok auf Spielplatz aufgestellt |
|              | RAG D-511               | Henschel     | 25686        | 1941    | Ct n2  | Minister Stein                                       |                              | Zeche Consolidation                               | ++1975                                    |
|              | RAG D-512               | Hohenzollern | 3531         | 1918    | Ct n2  | Crefeld                                              |                              | Zeche Unser Fritz                                 | erhalten im WIM                           |
|              | RAG D-513               | Hohenzollern | 3203         | 1913    | B-fl   | Bad.Anilin 1                                         |                              | Zeche Consolidation                               | ++1975                                    |

### BAG Dortmund
| Bild         | RAG-Hauptbetriebsnummer | Hersteller   | Fabriknummer | Baujahr | Bauart | Typbezeichnung | Vorheriger Eigentümer        | Einsatzort zum Zeitpunkt des Übergangs an die RAG | Verbleib                                  |
| ------------ | ----------------------- | ------------ | ------------ | ------- | ------ | -------------- | ---------------------------- | ------------------------------------------------- | ----------------------------------------- |
|              | RAG D-629               | Krupp        | 2904         | 1949    | Dt h2  | Bergbau        | Gelsenkirchener Bergwerks-AG |                                                   | ++1971                                    |
|              | RAG D-630 (D 378)       | Krupp        | 2912         | 1949    | Dt h2  | Bergbau        | Gelsenkirchener Bergwerks-AG |                                                   | ++1975                                    |
|              | RAG D-631               | Krupp        | 2934         | 1950    | Dt h2  | Bergbau        | Gelsenkirchener Bergwerks-AG |                                                   | ++1975                                    |
| Foto der Lok | RAG D-632               | Hohenzollern | 3341         | 1914    | B-fl   | Halle          | Gelsenkirchener Bergwerks-AG | Zeche Zollern                                     | erhalten im Westfälischen Industriemuseum |
|              | RAG D-633               | Hohenzollern | 3475         | 1916    | B-fl   | Barmen         | Gelsenkirchener Bergwerks-AG |                                                   | +1977                                     |
|              | RAG D-634               | Henschel     | 11947        | 1913    | B-fl   |                | Gelsenkirchener Bergwerks-AG |                                                   | ++1975                                    |
|              | RAG D-635               | Hohenzollern | 4676         | 1929    | Dt n2  | Heerlen        |                              | Zeche Minister Achenbach                          | ++1972                                    |
|              | RAG D-636               | Krupp        | 1952         | 1939    | Dt n2  | Heerlen        |                              | Zeche Minister Achenbach                          | ++1972                                    |
|              | RAG D-637               | Krupp        | 2903         | 1948    | Dt h2  | Bergbau        |                              | Zeche Minister Achenbach                          | ++1975                                    |
|              | RAG D-638               | Henschel     | 25228        | 1952    | Ct n2  | C 550          |                              | Zeche Minister Achenbach                          | ++1975                                    |
|              | RAG D-650               | Hohenzollern | 2802         | 1913    | Ct n2  | Crefeld        |                              | Zeche Victor                                      | ++1972                                    |

### BAG Westfalen
| Bild         | RAG-Hauptbetriebsnummer | Hersteller   | Fabriknummer | Baujahr | Bauart | Typbezeichnung          | Vorheriger Eigentümer  | Einsatzort zum Zeitpunkt des Übergangs an die RAG | Verbleib                              |
| ------------ | ----------------------- | ------------ | ------------ | ------- | ------ | ----------------------- | ---------------------- | ------------------------------------------------- | ------------------------------------- |
|              | RAG DF-701              | Krupp        | 1819         | 1938    | B-fl   |                         |                        | Zeche Radbod                                      | ++1972                                |
|              | RAG DF-702              | Hohenzollern | 2061         | 1909    | B-fl   |                         |                        | Zeche Radbod                                      | ++1974                                |
|              | RAG D-711               | Hohenzollern | 1163         | 1899    | Ct n2  | Crefeld                 | Hibernia AG            |                                                   | ++1972                                |
|              | RAG D-712               | Hohenzollern | 1962         | 1906    | Ct n2  | Crefeld                 | Hibernia AG            |                                                   | erhalten bei Museumseisenbahn Hamm    |
|              | RAG D-713               | Hohenzollern | 2735         | 1910    | Ct n2  | Crefeld                 | Hibernia AG            | Zeche Radbod                                      | ++1984                                |
|              | RAG D-714               | Krupp        | 1493         | 1935    | Ct n2  | Hannibal                |                        | Zeche Heinrich-Robert                             | erhalten im Eisenbahnmuseum Stadtlohn |
|              | RAG D-715               | Hohenzollern | 2413         | 1909    | Ct n2  | Crefeld                 |                        | Zeche Heinrich-Robert                             | ++1972                                |
|              | RAG D-716               | Krupp        | 1494         | 1935    | Ct n2  | Hannibal                |                        | Zeche Heinrich-Robert                             | +1972                                 |
|              | RAG D-717               | Hohenzollern | 4522         | 1926    | Ct n2  | Leverkusen              |                        | Zeche Heinrich-Robert                             | ++1972                                |
|              | RAG D-718               | Krupp        | 2412         | 1949    | Ct n2  | Hannibal                |                        | Zeche Heinrich-Robert                             | erhalten als Denkmallokomotive        |
|              | RAG D-721               | Wolf         | 1228         | 1928    | Ct h2  | BR 80                   | Klöckner Bergbau       | Zeche Heinrich-Robert                             | erhalten im SEH                       |
|              | RAG D-722               | Wolf         | 1227         | 1928    | Ct h2  | BR 80                   | Klöckner Bergbau       | Zeche Königsborn                                  | erhalten im DDM                       |
|              | RAG D-723               | Hohenzollern | 4649         | 1929    | Ct h2  | BR 80                   | Klöckner Bergbau       | Zeche Königsborn                                  | ++1976                                |
|              | RAG D-724               | Hohenzollern | 4629         | 1929    | Ct h2  | BR 80                   | Klöckner Bergbau       | Zeche Königsborn                                  | erhalten bei der DGEG                 |
|              | RAG D-725               | Hohenzollern | 4647         | 1929    | Ct h2  | BR 80                   | Klöckner Bergbau       | Zeche Königsborn                                  | erhalten in den Niederlanden          |
|              | RAG D-726               | Hohenzollern | 4648         | 1929    | Ct h2  | BR 80                   | Klöckner Bergbau       | Zeche Königsborn                                  | ++ 1974                               |
|              | RAG D-727               | Hohenzollern | 4650         | 1929    | Ct h2  | BR 80                   | Klöckner Bergbau       | Zeche Königsborn                                  | erhalten in den Niederlanden          |
|              | RAG D-728               | Jung         | 11568        | 1952    | Ct h2  | CNTL                    | Westfalenhütte         |                                                   | ++1975                                |
|              | RAG D-771               | Jung         | 7513         | 1938    | Dt n2  | Jung Typ 650 PS         |                        | Zeche König Ludwig                                | +1974                                 |
|              | RAG D-772               | Henschel     | 25173        | 1949    | Dt n2  | D 600                   |                        | Zeche Monopol                                     | +1977                                 |
|              | RAG D-773               | Henschel     | 21922        | 1930    | Dt n2  | Essen                   |                        | Zeche Monopol                                     | +1977                                 |
|              | RAG D-774               | Henschel     | 22391        | 1934    | Dt n2  | Essen                   |                        | Zeche Monopol                                     | +1977                                 |
|              | RAG D-775               | Henschel     | 22984        | 1936    | Dt n2  | Essen                   |                        | Zeche Monopol                                     | ++1987                                |
|              | RAG D-776               | Henschel     | 23897        | 1937    | Dt n2  | Essen                   |                        | Zeche Monopol                                     | erhalten in Einzelteilen bei MaLoWa   |
| Foto der Lok | RAG D-777               | Krupp        | 3067         | 1953    | Dt h2  | Frechen                 |                        | Zeche Monopol                                     | erhalten in den Niederlanden          |
| Foto der Lok | RAG D-778               | Krupp        | 3069         | 1953    | Dt h2  | Frechen                 |                        | Zeche Monopol                                     | ++1975                                |
|              | RAG D-779               | Krupp        | 2906         | 1949    | Dt h2  | Bergbau                 |                        | Zeche Königsborn                                  | ++1975                                |
|              | RAG D-780               | Hohenzollern | 4604         | 1927    | Dt h2  | Bonn                    |                        | Zeche Königsborn                                  | ++1974                                |
|              | RAG D-781               | Henschel     | 25279        | 1940    | Dt n2  | Henschel Typ Frankfurt? | Erzbergbau Porta-Damme | Zeche Königsborn                                  | ++1976                                |
|              | RAG D-782               | Henschel     | 25198        | 1940    | Dt n2  | Henschel Typ Frankfurt? |                        | Zeche Werne                                       | ++1976                                |
| Foto der Lok | RAG D-783               | la Meuse     | 4115         | 1941    | Dt n2  |                         |                        | Zeche Radbod                                      | ++1974                                |
|              | RAG D-784               | CL           | 2313         | 1944    | Dt h2  |                         |                        | Zeche Heinrich-Robert                             | +1974                                 |
|              | RAG D-785               | Henschel     | 25729        | 1949    | Dt n2  | D 600                   |                        | Zeche Sachsen                                     | +1974                                 |
|              | RAG D-791               | Henschel     | 18876        | 1922    | Et h2  | T 16.1                  |                        | Zeche Monopol                                     | ++1976                                |
|              | RAG D-792               | Henschel     | 18875        | 1922    | Et h2  | T 16.1                  |                        | Zeche Monopol                                     | ++1976                                |
|              | RAG D-793               | BMAG         | 8180         | 1923    | Et h2  | T 16.1                  |                        | Zeche Monopol                                     | ++1975                                |
|              | RAG D-794               | BMAG         | 7642         | 1921    | Et h2  | T 16.1                  |                        | Zeche Königsborn                                  | ++1974                                |
|              | RAG D-795               | BMAG         | 6714         | 1918    | Et h2  | T 16                    | Klöckner Bergbau       | Zeche Werne                                       | ++1975                                |

## Von der RAG nicht mehr umgezeichnete Lokomotiven

### Gruppe 1: BAG Niederrhein
| Bild         | Bezeichnung          | Hersteller   | Fabriknummer | Baujahr | Bauart | Typbezeichnung | vorherige Einsatzstelle   | Verbleib                                                        |
| ------------ | -------------------- | ------------ | ------------ | ------- | ------ | -------------- | ------------------------- | --------------------------------------------------------------- |
|              | Diergardt 3          | Krupp        | 1943         | 1939    | Ct n2  | Hannibal       | Zeche Diergardt           | +1974                                                           |
| Foto der Lok | Friedrich Heinrich 5 | Hohenzollern | 3200         | 1913    | Et n2  | Westfalen      | Zeche Friedrich Heinrich  | ++1973                                                          |
|              | Friedrich Heinrich 8 | Krupp        | 2933         | 1949    | Dt h2  | Bergbau        | Zeche Friedrich Heinrich  | ++1973                                                          |
|              | Mevissen 1           | Krupp        | 3437         | 1961    | Ct n2  | Hannibal       | Zeche Wilhelmine Mevissen | Museumslokomotive bei Museumseisenbahn Jan Harpstedt            |
|              | Mevissen 2           | Henschel     | 25172        | 1949    | Dt n2  | D 600          | Zeche Wilhelmine Mevissen | +1973                                                           |
| Foto der Lok | Mevissen 4           | Krupp        | 2491         | 1952    | Ct h2  | Gladbeck       | Zeche Wilhelmine Mevissen | erhalten im Westfälischen Industriemuseum                       |
|              | NBAG III             | Krupp        | 1394         | 1934    | Ct n2  | Leverkusen     | Zeche Niederberg          | ++1973                                                          |
|              | NBAG IIII            | Krupp        | 1943         | 1939    | Ct n2  | Hannibal       | Zeche Niederberg          | ++1973                                                          |
|              | NBAG II              | Krupp        | 3432         | 1958    | Ct n2  | Knapsack       | Zeche Niederberg          | ++1974                                                          |
|              | NBAG III             | Krupp        | 3113         | 1953    | Ct n2  | Knapsack       | Zeche Niederberg          | seit 2015 in Belgien                                            |
|              | NBAG IV              | Krupp        | 2821         | 1949    | Ct n2  | Knapsack       | Zeche Niederberg          | seit 2001 bei den Dampflokfreunden Salzwedel                    |
|              | NBAG V               | Krupp        | 3117         | 1953    | Ct n2  | Knapsack       | Zeche Niederberg          | ++1975                                                          |
|              | Rheinpreußen I       | Krupp        | 3438         | 1961    | Ct n2  | Hannibal       | Zeche Rheinpreußen        | ++1972                                                          |
|              | Rheinpreußen X       | Humboldt     | 257          | 1905    | Ct n2  | C.102          | Zeche Rheinpreußen        | ++1972                                                          |
|              | Rossenray 1          | Humboldt     | 258          | 1905    | Ct n2  | C.102          | Schachtanlage Rossenray   | ++1972                                                          |
|              | Rossenray 3          | Krupp        | 3440         | 1961    | Ct n2  | Hannibal       | Schachtanlage Rossenray   | +1973                                                           |
|              | Walsum 1             | Krupp        | 3218         | 1953    | Dt h2  | Bergbau        | Zeche Walsum              | ++1976                                                          |
|              | Walsum 2             | Henschel     | 25011        | 1941    | Dt h2  |                | Zeche Walsum              | +1974                                                           |
|              | Walsum 3             | Henschel     | 25159        | 1949    | Dt n2  | D 600          | Zeche Walsum              | +1974                                                           |
|              | Walsum 4             | Henschel     | 25374        | 1951    | Dt n2  | D 600          | Zeche Walsum              | +1974                                                           |
|              | Walsum 5             | Humboldt     | 210          | 1904    | Ct n2  | C.102          | Zeche Walsum              | erhalten bei der Deutschen Gesellschaft für Eisenbahngeschichte |
|              | Walsum 6             | Krupp        | 2836         | 1953    | Dt n2  | Rheinhausen    | Zeche Walsum              | +1973                                                           |

### Gruppe 3: BAG Gelsenkirchen
| Bild         | Bezeichnung        | Hersteller   | Fabriknummer | Baujahr | Bauart | Typbezeichnung | vorherige Einsatzstelle      | Verbleib                |
| ------------ | ------------------ | ------------ | ------------ | ------- | ------ | -------------- | ---------------------------- | ----------------------- |
|              | B 10               | Hohenzollern | 1394         | 1901    | B-fl   | Hohenzollern   | Zeche Holland                | +1971                   |
|              | B 12               | O&K          | 6850         | 1914    | B-fl   |                | Zeche Holland                | +1971                   |
| Foto der Lok | E 8                | Henschel     | 25940        | 1954    | Et n2  | E 800          | Gelsenkirchener Bergwerks-AG | ++1972                  |
|              | Emil-Fritz 5       | Hohenzollern | 4577         | 1928    | Ct n2  | Leverkusen     | Bergwerk Emil-Fritz          | ++1972                  |
|              | Emil-Fritz 7       | Henschel     | 25245        | 1951    | Dt n2  | D 600          | Bergwerk Emil-Fritz          | ++1972                  |
| Foto der Lok | Graf Bismarck VIII | Hohenzollern | 3124         | 1913    | Ct n2  | Crefeld        | Zeche Graf Bismarck          | ++1972                  |
|              | Graf Bismarck XV   | Henschel     | 29893        | 1947    | Dt n2  | D 600          | Zeche Graf Bismarck          | erhalten in Sankt Tönis |
|              | Graf Bismarck XVI  | Henschel     | 25724        | 1949    | Dt n2  | D 600          | Zeche Graf Bismarck          | erhalten in Frankreich  |
|              | M.Stinnes 11       | Krupp        | 3074         | 1953    | Ct n2  | Hannibal       | Zeche Mathias Stinnes        | ++1972                  |

### Gruppe 4: BAG Herne/Recklinghausen
| Bild         | Bezeichnung     | Hersteller   | Fabriknummer | Baujahr | Typbezeichnung | Bauart  | vorherige Einsatzstelle | Verbleib                           |
| ------------ | --------------- | ------------ | ------------ | ------- | -------------- | ------- | ----------------------- | ---------------------------------- |
| Foto der Lok | Fürst Leopold 4 | Hohenzollern | 3051         | 1913    | B-fl           | Halle   | Zeche Fürst Leopold     | ++1975                             |
|              | 28-D            | Henschel     | 25170        | 1949    | Dt n2          | D 600   | Zeche Hibernia          | ++1972                             |
| Foto der Lok | 37-D            | Henschel     | 23018        | 1936    | Dt h2          |         | Zeche Hibernia          | +1971                              |
|              | 41-E            | Henschel     | 25684        | 1942    | Et h2          | Bochum  | Zeche Hibernia          | erhalten im Eisenbahnmuseum Bochum |
|              | 55-D            | Krupp        | 3456         | 1956    | Dt h2          | Bergbau | Zeche Hibernia          | ++1972                             |
|              | 59-D            | Henschel     | 26461        | 1958    | Et h2          | Ruhr    | Zeche Hibernia          | ++1972                             |
|              | Prosper 18      | Krupp        | 2938         | 1953    | Dt h2          | Bergbau | Zeche Prosper           | ++1972                             |

### Gruppe 5: BAG Essen
| Bild | Bezeichnung        | Hersteller   | Fabriknummer | Baujahr | Bauart | Typbezeichnung   | vorherige Einsatzstelle    | Verbleib                                            |
| ---- | ------------------ | ------------ | ------------ | ------- | ------ | ---------------- | -------------------------- | --------------------------------------------------- |
|      | Carl Funke 2       | Henschel     | 21441        | 1929    | B-fl   | XI               | Zeche Carl Funke           | ++2005                                              |
|      | Constantin 1       | Krupp        | 2901         | 1949    | Dt h2  | Bergbau          | Zeche Constantin der Große | ++1975                                              |
|      | Constantin 10      | Krupp        | 2911         | 1949    | Dt h2  | Bergbau          | Zeche Constantin der Große | ++1975                                              |
|      | Hannover 21        | Krupp        | 4401         | 1962    | Dt h2  | Bergbau          | Zeche Hannover             | ++1975                                              |
|      | Hannover 22        | Krupp        | 2410         | 1949    | Ct n2  | Hannibal         | Zeche Hannover             | Vorratsausführung, erhalten in den Niederlanden     |
|      | Hannover 24        | Krupp        | 3439         | 1961    | Ct n2  | Hannibal         | Zeche Hannover             | +1972                                               |
|      | Hannover 25        | Krupp        | 1706         | 1937    | Ct n2  | Hannibal         | Zeche Hannover             | ++1975                                              |
|      | Hannover 26        | Krupp        | 2430         | 1941    | Ct n2  | Hannibal         | Zeche Hannover             | gebaut als Verlagerungslokokomotive bei ČKD, ++1974 |
|      | Hannover 27        | Krupp        | 2439         | 1941    | Ct n2  | Hannibal         | Zeche Hannover             | gebaut als Verlagerungslokokomotive bei ČKD, ++1975 |
|      | Hannover 28        | Krupp        | 1665         | 1937    | Ct n2  | Hannibal         | Zeche Hannover             | ++1975                                              |
|      | Hannover 29        | Krupp        | 1328         | 1933    | Ct n2  | Hannibal         | Zeche Hannover             | ++1975                                              |
|      | Hannibal 30        | Krupp        | 1329         | 1933    | Ct n2  | Hannibal         | Zeche Hannover             | ++1973                                              |
|      | Hannibal 31        | Hohenzollern | 4689         | 1929    | Dt n2  | Heerlen          | Zeche Hannover             | ++1971                                              |
|      | Pörtingssiepen VI  | Henschel     | 20142        | 1923    | Ct n2  | Bismarck         | Zeche Pörtingsiepen        | erhalten, Privateigentum                            |
|      | Pörtingssiepen VII | Henschel     | 20143        | 1923    | Ct n2  | Bismarck         | Zeche Pörtingsiepen        | erhalten bei der Hespertalbahn                      |
|      | Recklinghausen 1   | Jung         | 1648         | 1911    | Dt n2  | T 13             | Zeche Recklinghausen       | von Westerwaldbahn, ++1972                          |
|      | Recklinghausen 2   | Jung         | 5597         | 1935    | Dt n2  | ehemalige ESE 16 | Zeche Recklinghausen       | ++1972                                              |
|      | Recklinghausen 3   | Jung         | 11566        | 1951    | Ct n2  | CNTL             | Zeche Recklinghausen       | ++1972                                              |
|      | Recklinghausen 4   | Krupp        | 1599         | 1936    | Dt n2  |                  | Zeche Recklinghausen       | ++1971                                              |
|      | Recklinghausen 5   | Jung         | 10854        | 1950    | Dt n2  |                  | Zeche Recklinghausen       | ++1972                                              |

### Gruppe 7: BAG Westfalen
| Bild | Bezeichnung       | Hersteller   | Fabriknummer | Baujahr | Bauart | Typbezeichnung | vorherige Einsatzstelle | Verbleib |
| ---- | ----------------- | ------------ | ------------ | ------- | ------ | -------------- | ----------------------- | -------- |
|      | Monopol IX        | Krupp        | 1942         | 1939    | Ct n2  | Hannibal       | Zeche Monopol           | ++1972   |
|      | Heinrich Robert 4 | Hohenzollern | 4458         | 1924    | Ct n2  | Leverkusen     | Zeche Heinrich-Robert   | ++1972   |
|      | Sachsen 1         | Hohenzollern | 3697         | 1918    | Bt n2  | Schlägel       | Harpener Bergbau        | ++1990   |